# Ede-West

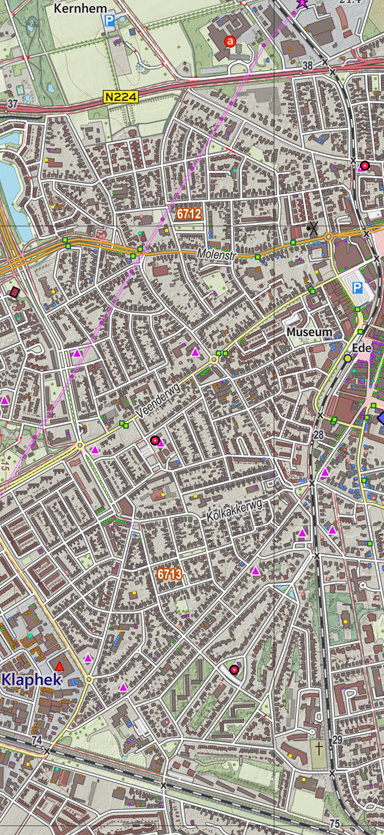
Ede-West (2014)

Met Ede-West wordt het gedeelte van de Gelderse plaats Ede bedoeld dat ligt ten westen van de spoorlijn Ede - Barneveld, ten noorden van de spoorlijn Utrecht - Arnhem en ten oosten van Veldhuizen.
De naam Ede-West dateert van voor de bouw van de wijk Veldhuizen. Sinds de jaren 70 is Veldhuizen namelijk de meest westelijk gelegen woonwijk van Ede.

## Buurten
Ede-West is onderverdeeld in vijf buurten:
| Buurt          | Inwoners | Oppervlakte km² |
| -------------- | -------- | --------------- |
| Beatrixpark    | 2070     | 0,52            |
| Bloemenbuurt   | 2840     | 0,42            |
| Indische Buurt | 2300     | 0,40            |
| Vogelbuurt     | 2860     | 0,42            |
| Zeeheldenbuurt | 2800     | 0,62            |

## Voorzieningen
Een belangrijke voorziening in de wijk is het winkelcentrum Rozenplein. Ook het Marnix College ligt sinds 1997 in deze wijk.

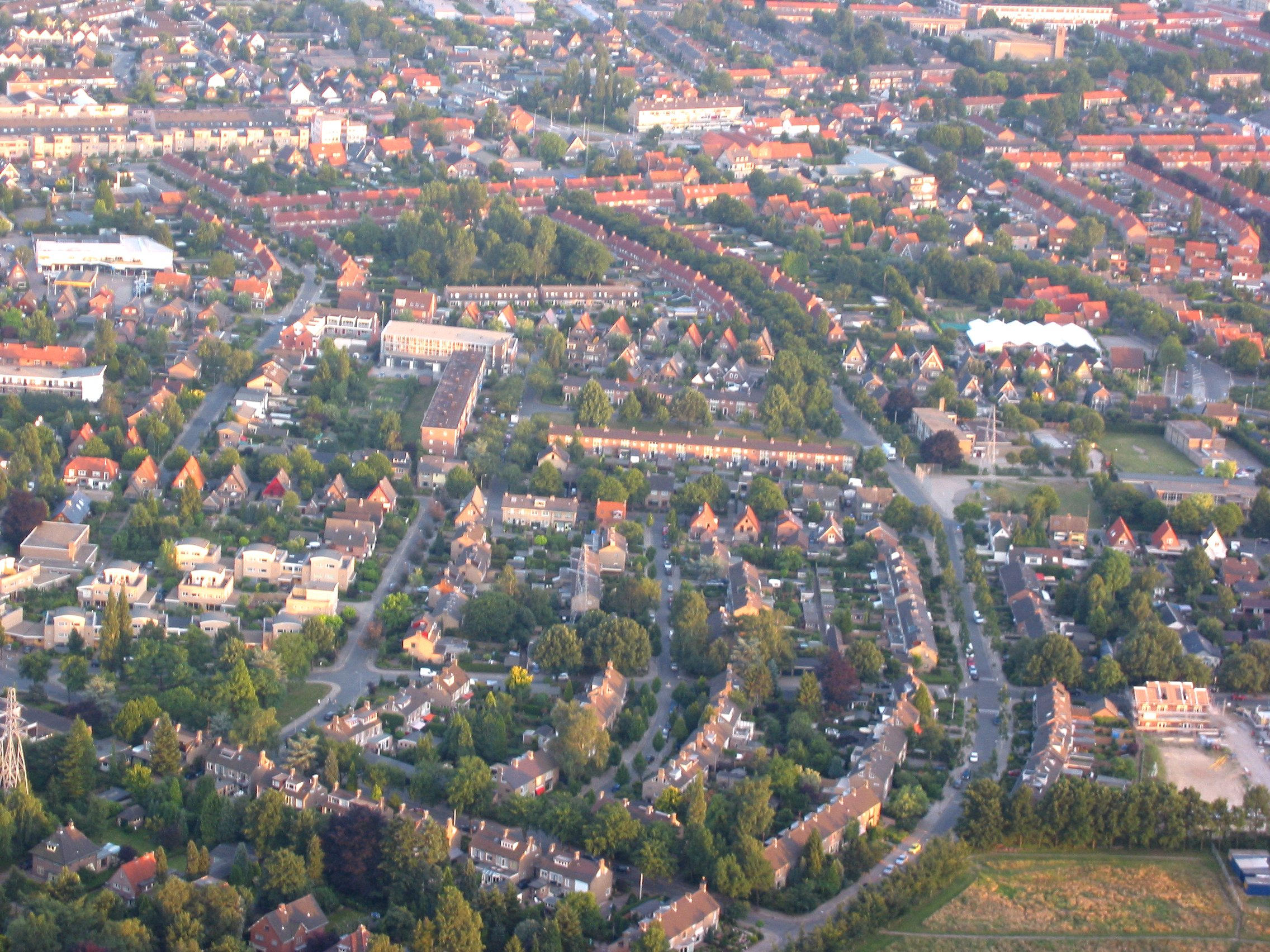
Zicht op de Zeeheldenbuurt
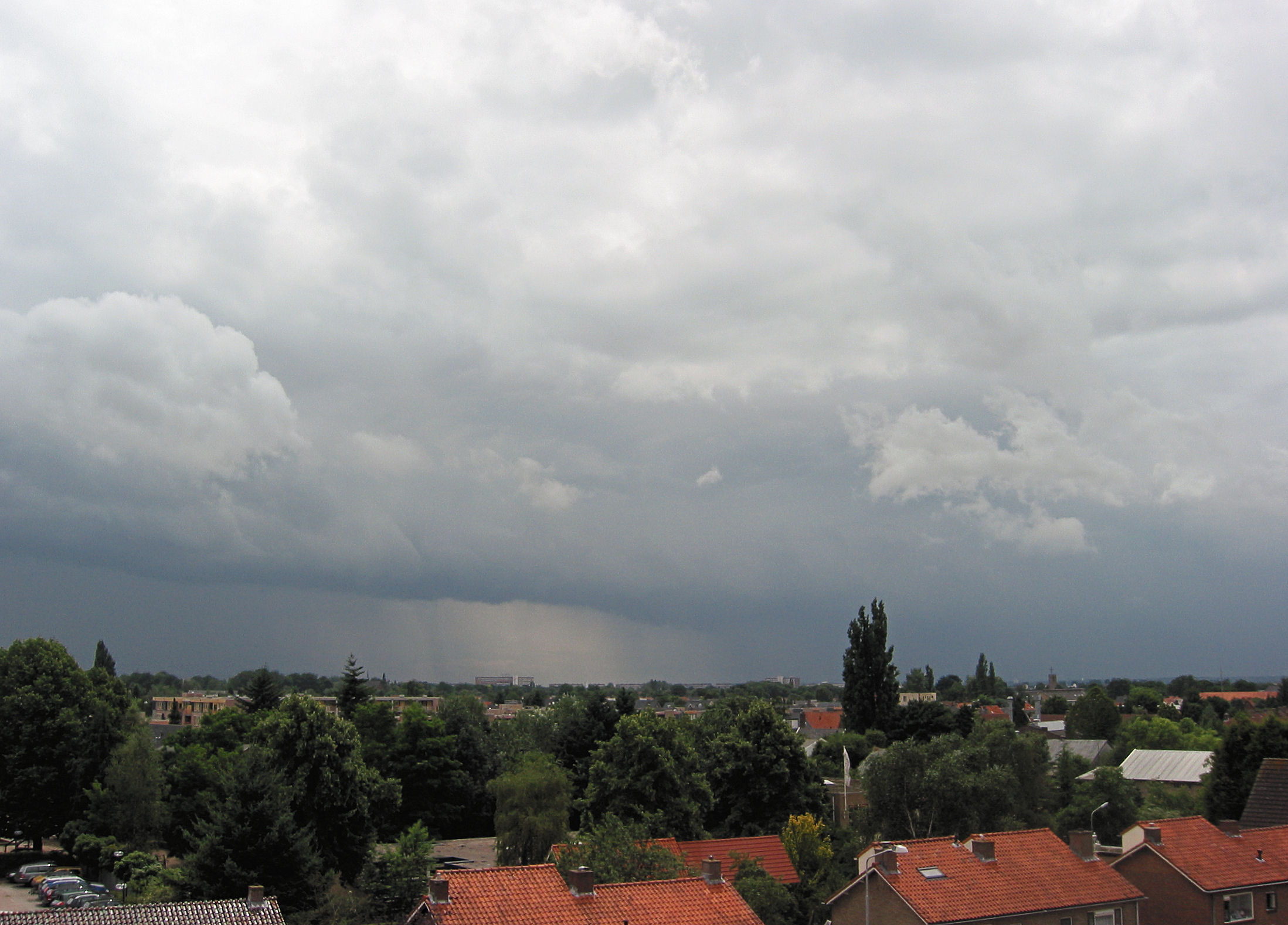
Uitzicht over Ede-West vanaf de Concordiamolen
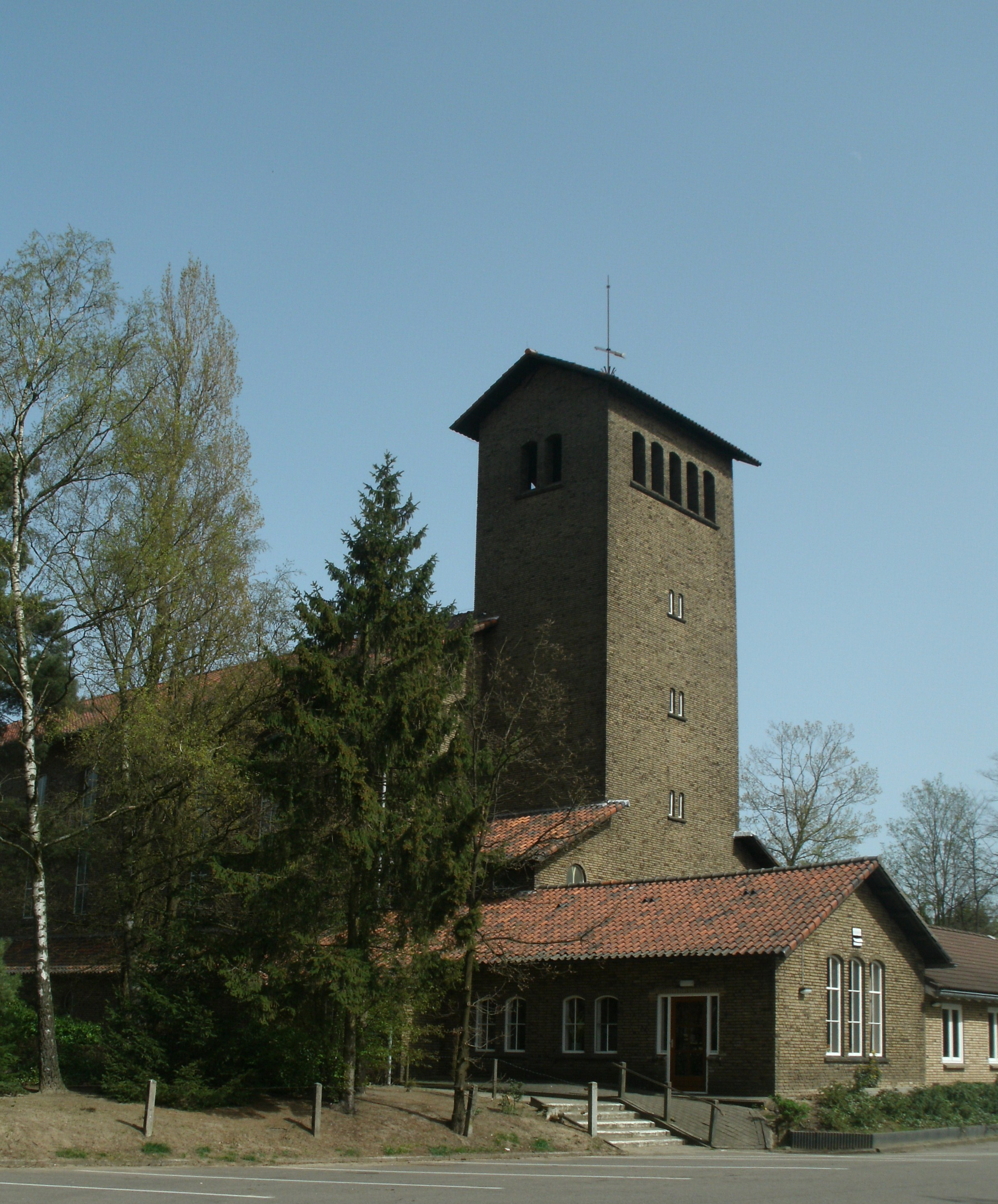
De Beatrixkerk in het Beatrixpark